# Torfbrand-Klinkerwerk J.B. Kaufmann
Die Torfbrand-Klinkerwerk J.B. Kaufmann GmbH ist ein 1904 gegründeter Familienbetrieb und der letzte Hersteller von in Torf gebrannten Klinkern in Europa. Der Sitz und die Fertigungsstätte des Unternehmens befindet sich im ostfriesischen Nenndorf im Landkreis Wittmund in Niedersachsen. Der Betrieb beschäftigt 28 Mitarbeiter und ist einer der wenigen größeren Arbeitgeber in der Samtgemeinde Holtriem. Der Ringofen und der Trockenschuppen des Werks stehen unter Denkmalschutz.

## Produktion

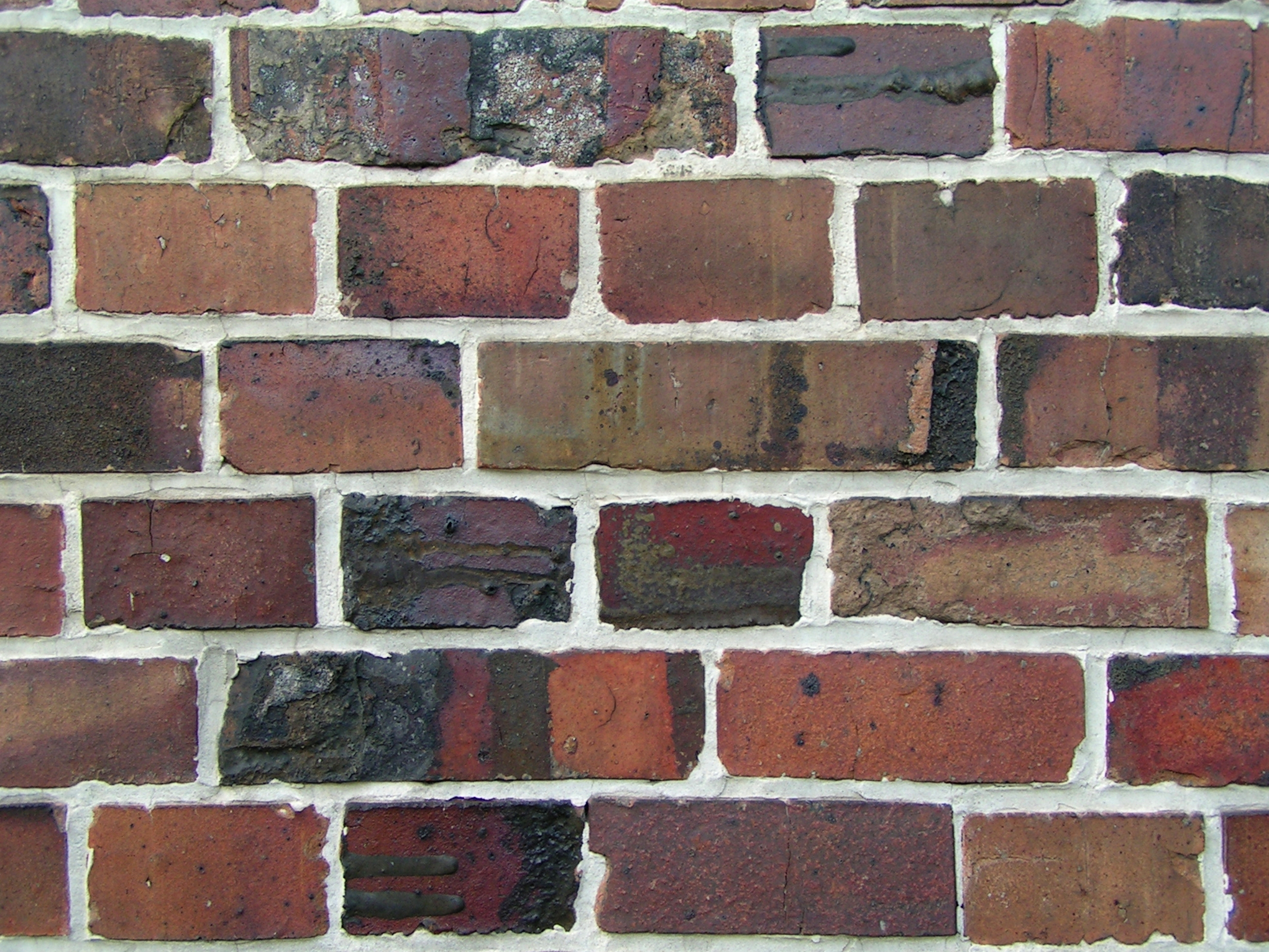
Klinkersteine haben eine raue, unebene Struktur.

Der für die Produktion benötigte Ton wurde lange Zeit aus vor Ort abgebautem Wiesenlehm gewonnen. Heute wird jedoch Lauenburger Ton verwendet. Der Ton wird mit einer Lorenbahn (zeitweise ein Schienenfahrzeug der Eichenberger Waldbahn) in ein Lagerhaus (Sumpfhaus) gebracht. Von dort wird der Rohstoff mittels Förderband in das Maschinenhaus transportiert, wo dieser wiederum aufbereitet und gepresst wird. Am Ende des Pressvorgangs entsteht ein langer Tonstreifen, welcher per Hand in Steinformat geschnitten wird. Diese Rohlinge werden einige Tage getrocknet. Daraufhin werden diese zwei Wochen lang bei konstanter Temperatur (etwa 1200 °C)  in einem Ringofen gebrannt. Der Ofen mit 18 Kammern wird dabei per Hand mit Torf beheizt und während des Brennvorgangs zugemauert.  In den zwei Wochen werden die Ziegel allmählich in die weiter vom Feuer entfernen Kammern überführt, um ein langsames Abkühlen zu gewährleisten. Gleichzeitig werden wieder neue Rohlinge in die näher am Feuer gelegenen Kammern eingeschoben, um die dauerhafte Produktion aufrechtzuerhalten. Nach der langsamen Erkaltung der Steine werden diese nach Form, Farbe und Qualität sortiert. Das Einsetzen der Klinker und das Auskarren der Steine ist aufgrund des Gewichts und der Hitze des Ofens eine stark forderne körperliche Arbeit.
Durch den hohen Eisengehalt in dem Ton und das Brennen mit Torf entsteht eine für Torfbrandklinker einzigartige, bläulich-gefleckte Farbgebung.
Der Fertigungsvorgang entspricht, mit Ausnahme von vereinzelter Benutzung moderner Werkzeuge, dem von 1904. Die traditionelle Fertigungsweise per Hand ist wesentlicher Bestandteil der Unternehmensphilosophie.

## Gebäude

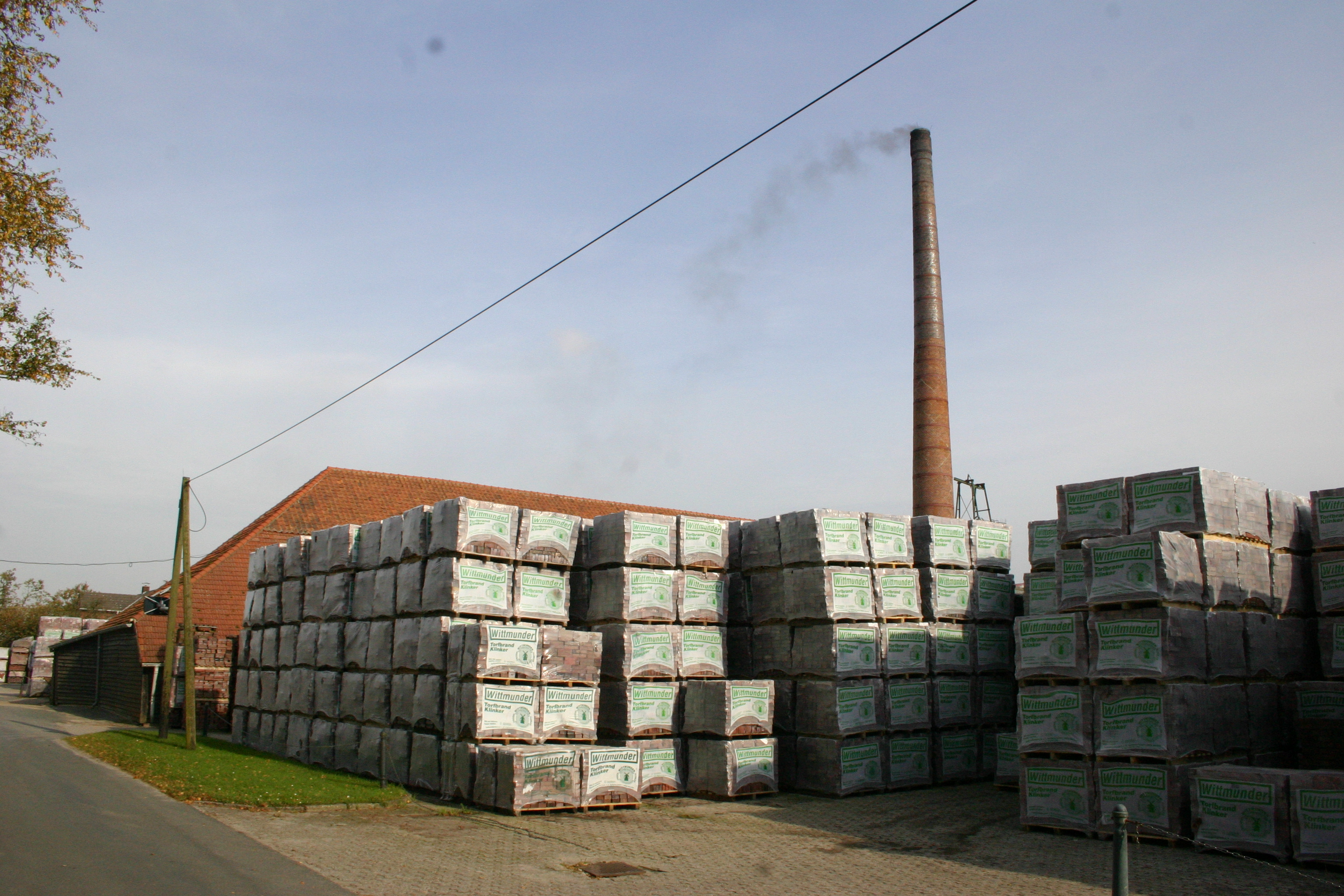
Das Klinkerwerk im Oktober 2008. Im Hintergrund ist noch das alte Ofenhaus sowie der Schornstein zu erkennen.

Im Kern 1896 erbaut, besteht das Ensemble heute aus mehreren Gebäuden. Mittelpunkt des Geländes ist der 1903 eingebaute Ringofen, welcher sich in einer gulfähnlichen, holzverschachtelten Halle befindet. Der Ringofen in Nenndorf ist der älteste, noch erhaltene Hoffmansche Ringofen Deutschlands. Der Schornstein des Ofens ist kilometerweit zu sehen. Zum anderen gibt es einen hölzernen Trocknungsschuppen, das Sumpfhaus. Dieser wird als Klinkertrocknungs- und Lagerhaus genutzt. Das Ofenhaus und das Sumpfhaus sind im niedersächsischen Denkmalatlas als Baudenkmale aufgezählt. Daneben gibt es noch ein Maschinenhaus mit einer Tonpresse sowie ein neueres Verwaltungsgebäude auf dem Gelände.
Das Klinkerwerk und das Ringofen-Brennverfahren können nach Terminvereinbarung besichtigt werden.

### Brand des Ringofens am 14. Dezember 2015
(Quelle:)

#### Brand
In der Nacht auf den 15. Dezember 2015 brach im Ofenhaus ein Feuer aus. Durch den dort gelagerten Torf wuchs das Feuer rasch an und schlug auf die Holzwände des Holzhauses über. Durch den Brand wurde das umgebende Holzhaus zu zwei Dritteln zerstört. Die Brandursache konnte nicht abschließend geklärt werden.

#### Wiederaufbau des Ofenhauses
Bei den Löscharbeiten gelang es, den historischen Ringofen zu retten. Dieser hatte zwar Schäden erlitten, diese konnten jedoch schnell wieder behoben werden. Dazu wurden die Mitarbeiter des Betriebs aus der Winter-Produktionspause (etwa Mitte Dezember bis Mitte März) gerufen. Der Ofen war im April 2016 wieder einsatzbereit. Daraufhin konnte der Betrieb, nachdem im selben Monat eine provisorische Metall-Halle aufgebaut wurde, wieder aufgenommen werden. Unter der Halle wurde das historische Ofenhaus dann wieder neu aufgebaut. Im Mai 2017 war der Wiederaufbau nach historischem Vorbild schließlich abgeschlossen und die Metall-Halle wurde wieder abgebaut.

## Einbindung in die örtliche Kultur
Seit Produktionsbeginn war das Klinkerwerk ein großer Arbeitgeber der örtlichen Bevölkerung. Viele vor allem ältere Bewohner der Umgebungen haben, zumindest eine Zeit lang, einen Beruf im Werk ausgeübt. Somit ist in Gemeindekreisen oftmals von der Tichelee (ostfriesisches plattdeutsch für Ziegelei) die Rede.
Die anliegende Ziegeleistraße ist nach dem Klinkerwerk benannt.